# Lydiate
Lydiate is een civil parish in het bestuurlijke gebied Sefton, in het Engelse graafschap Merseyside, met 6308 inwoners.

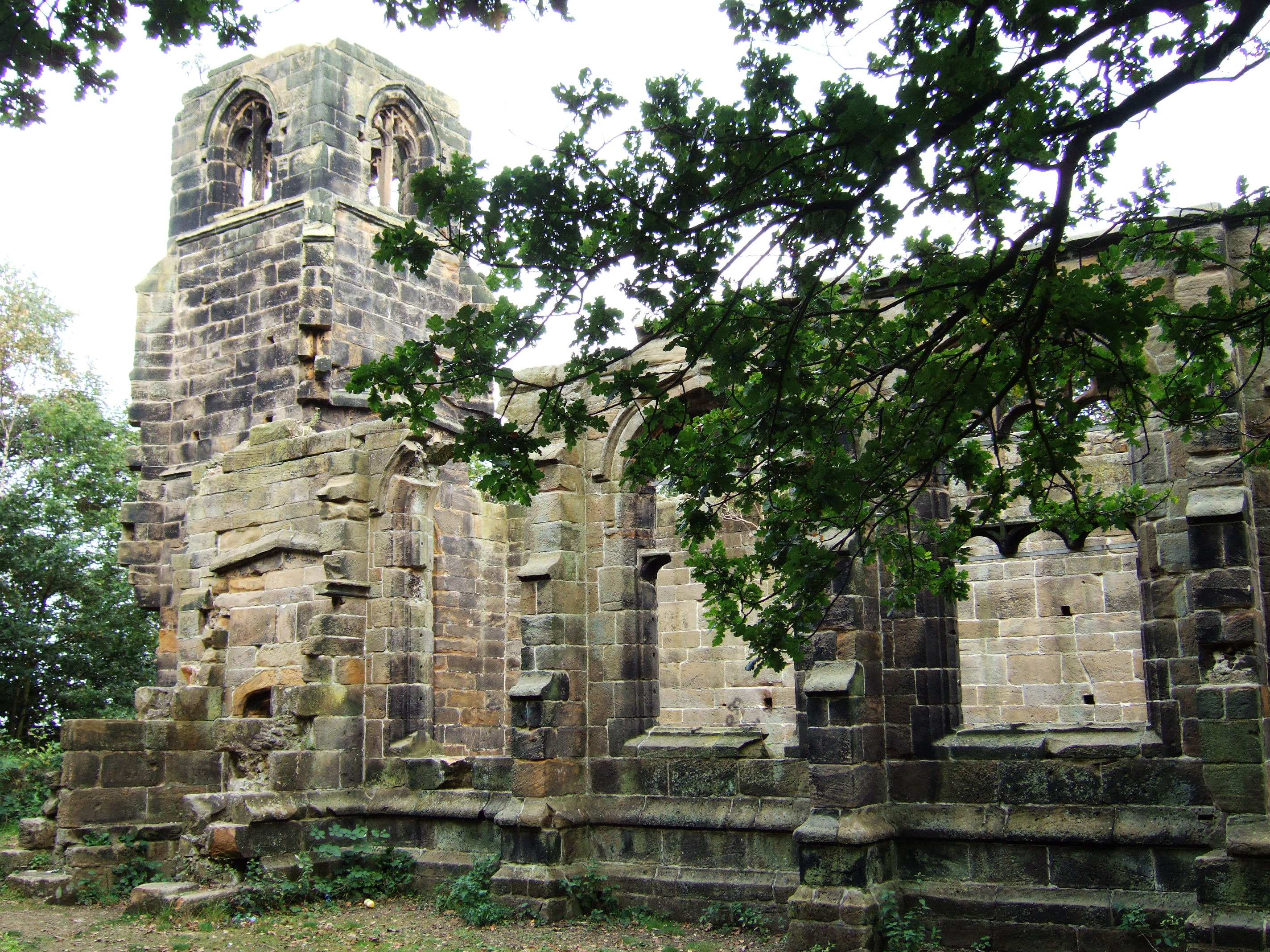
Kerk van St Catherine
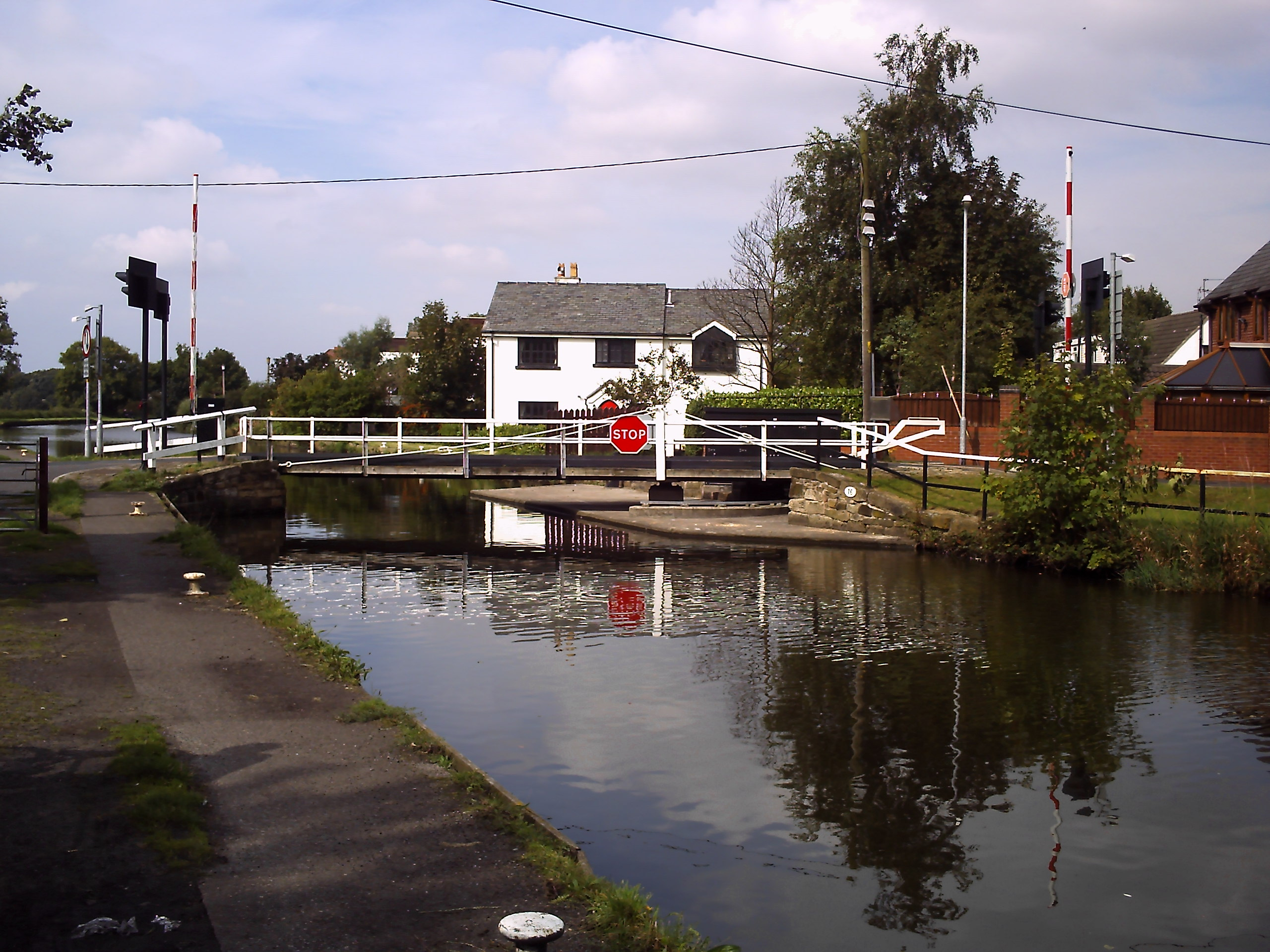
Bells Lane Bridge